# 栗原隆
栗原 隆（くりはら たかし、1951年 - ）は、日本の哲学者。学位は、学術博士（神戸大学・1984年）。新潟大学名誉教授。

## 来歴
新潟県生まれ。1974年新潟大学人文学部哲学科卒業。1979年東北大学大学院文学研究科博士前期課程修了。1984年に神戸大学大学院文化学研究科博士課程を修了し、学術博士の学位を取得。学位論文は「ヘーゲル『精神現象学』の成立過程の研究」。神戸大学助手、1991年新潟大学教養部助教授、1994年同大学人文学部助教授、1996年同学部教授。2017年3月新潟大学教授を定年退職。2017年4月新潟大学人文社会科学系フェロー（名誉教授）非常勤講師。

## 著書
- 『新潟から考える環境倫理』新潟日報事業社 ブックレット新潟大学 2002
- 『ヘーゲル 生きてゆく力としての弁証法』日本放送出版協会 シリーズ・哲学のエッセンス  2004
- 『ドイツ観念論の歴史意識とヘーゲル』知泉書館 2006
- 『現代を生きてゆくための倫理学』ナカニシヤ出版 2010
- 『ドイツ観念論からヘーゲルへ』未來社 2011

### 共編
- 『知の地平 大学におけるマルチリテラシーと応用倫理』編 東北大学出版会 2003
- 『大学における共通知のありか』濱口哲共編 東北大学出版会 2005
- 『芸術の始まる時、尽きる時』編 東北大学出版会 2007
- 『形と空間のなかの私』編 東北大学出版会 2008
- 『人文学の生まれるところ』編 東北大学出版会 2009
- 『空間と形に感応する身体』矢萩喜從郎,辻元早苗共編 東北大学出版会 2010
- 『共感と感応 人間学の新たな地平』編著 東北大学出版会 2011
- 『世界の感覚と生の気分』編 ナカニシヤ出版 2012
- 『感情と表象の生まれるところ』編 ナカニシヤ出版 2013

### 翻訳
- ハインリヒ・マイアー『シュミットとシュトラウス 政治神学と政治哲学との対話』滝口清栄共訳 法政大学出版局 りぶらりあ選書 1993

## 参考
- [ISBN　978-4-86163-167-2]
- J-GLOBAL
- 新潟大学